# The Real Ghostbusters
The Real Ghostbusters (poi Slimer and the Real Ghostbusters) è una serie televisiva d'animazione basata sui film di Ghostbusters. Venne prodotta negli Stati Uniti e andò in onda dal 1986 al 1991, composta da 140 episodi, divisi in 7 stagioni. Nasce come trasposizione del film del 1984, Ghostbusters, che vede un gruppo di cacciatori di fantasmi in una New York costantemente assalita da forze soprannaturali. Ha originato un merchandising e vari spin-off come Slimer e Extreme Ghostbusters.
In Italia la serie è stata trasmessa dal 22 gennaio 1988 su Italia 1 e Rete 4, negli anni novanta su Canale 5, tornando dal 1998 su Italia 1. Da gennaio 2019 veniva replicata su Fox Animation, con un nuovo doppiaggio, prima della chiusura del canale avvenuta il 1º ottobre dello stesso anno.

## Produzione e programmazione
La serie è intitolata "The Real Ghostbusters" (I veri acchiappafantasmi) poiché più o meno nello stesso periodo era in produzione un'altra serie a cartoni animati intitolata Ghostbusters, ispirata ad una serie TV dal vivo degli anni 1970 intitolata The Ghost Busters, la quale non aveva nulla a che fare con il quasi omonimo film del 1984. La Filmation, società produttrice della serie dal vivo e successivamente di The Original Ghostbusters, aveva concesso alla Columbia Pictures (produttrice del film del 1984 e co-produttrice di The Real Ghostbusters) i diritti per l'uso del nome; la Columbia aggiunse ad ogni modo le parole "the real" al titolo sia per distinguersi maggiormente dai rivali sia per sottolineare come la loro serie fosse "più importante" rispetto all'altra.
La serie venne trasmessa negli Stati Uniti d'America tra il 1986 e il 1991. Per le prime tre stagioni della serie il format era quello classico consistente in episodi di mezz'ora. Nella terza e quarta stagione, si decise che i bambini sarebbero stati un target commerciale più conveniente, e per questo operarono una serie di cambiamenti: la serie venne reintitolata Slimer and the Real Ghostbusters, dato che il personaggio di Slimer era uno dei più apprezzati; la durata dello show venne portata a un'ora, di cui la prima mezz'ora era un episodio della serie, mentre la seconda era un episodio interamente incentrato su Slimer che si distingueva per uno stile più comico con trame semplici. Anche le trame degli episodi regolari vennero rese più semplici e con toni meno cupi. Dalla quinta stagione comunque si tornò al format originale; mentre il franchise, esaurita ormai la spinta dei due film, iniziava a non essere più redditizio: la serie si concluse definitivamente con una settima stagione di soli quattro episodi.

## Personaggi
I protagonisti sono gli stessi del film del 1984, con fattezze in parte differenti e tute di colori diversi: Peter acquisisce un aspetto più giovanile ed una tuta di color marrone chiaro con risvolti verdi; Egon mantiene gli occhiali ma cambiandone il colore in rosso, così come i capelli cambiano da castani a un biondo chiaro pettinati a pompadour e coda di topo, mentre la sua tuta diventa blu con risvolti rosa; Ray invece ha capelli corti rossi, con la tuta che diventa beige con risvolti marroncini, mentre Winston perde i suoi baffi e la sua tuta diventa azzurrina con risvolti rossi.
Oltre alla loro classica automobile, la Ecto-1, sono dotati di altri veicoli come gli Ecto-2, ovvero degli elicotteri personalizzati, e le Ecto-3, molto simili a dei go-kart. Il fantasmino verde Slimer in questa serie convive amichevolmente con gli Acchiappafantasmi, e viene rivelato che si era avvicinato a loro perché si sentiva solo, e dopo aver aiutato gli Acchiappafantasmi contro le versioni fantasma di sé stessi, gli è stato concesso di rimanere libero e vivere con loro, in cambio però di essere studiato. Come nel film ha un enorme appetito e imbratta molti oggetti e vestiti con la sua "melma", spesso esasperando Peter. A partire dalla quinta stagione è presente anche il personaggio di Louis Tully, timido commercialista interpretato nei film originali da Rick Moranis. Nel corso delle ultime stagioni compaiono nuovi personaggi come il Professor Dweeb, un diabolico scienziato, e la sua cagnetta Elisabetta, che cercano di sbarazzarsi del povero Slimer, riflettendo il cambio del titolo della serie da "The Real Ghostbusters" a "Slimer and the Real Ghostbusters".

## Spin-off
- Slimer
- Extreme Ghostbusters

## Doppiatori italiani
| Personaggio               | Doppiatore italiano originale                                | Ridoppiaggio (2018)  |
| ------------------------- | ------------------------------------------------------------ | -------------------- |
| Peter Venkman             | Oreste Rizzini                                               | Fabrizio Vidale      |
| Egon Spengler             | Mario Cordova (episodi 1-75) Claudio Capone (episodi 75-140) | Edoardo Stoppacciaro |
| Ray Stantz                | Sergio Di Giulio                                             | Leonardo Graziano    |
| Winston Zeddemore         | Gianni Bertoncin                                             | Alessio Cigliano     |
| Slimer                    | Solvejg D'Assunta                                            | Tatiana Dessi        |
| Janine Melnitz            | Cristiana Lionello                                           | Ilaria Latini        |
| Louis Tully               | Marzio Margine                                               | ?                    |
| Stay Puft Marshmallow Man | Toni Orlandi                                                 | ?                    |
| Professor Dweeb           | Massimo Milazzo                                              | ?                    |
| Samhain                   | ?                                                            | Massimo Lodolo       |

Dal 5 gennaio 2018 sulla piattaforma streaming Netflix sono disponibili gli episodi delle prime cinque stagioni della serie, con un nuovo adattamento e un nuovo doppiaggio italiano dalla prima stagione alla prima metà della seconda stagione, le restanti rimangono invece con il doppiaggio storico.

## Colonna sonora
- The Real Ghostbusters (Polydor, 1986)

Per la prima serie di The Real Ghostbusters è stata pubblicata in musicassetta la colonna sonora con dieci canzoni, registrate da un gruppo, le Tahiti, formato da due ragazze: Tyren Perry e Tonya Townsend.

## Merchandising

### Action figure
Dal 1986 al 1990 la Kenner ha prodotto una serie di action figure ispirate al cartone animato. Esse comprendevano gli acchiappafantasmi, dei fantasmi e mostri sia noti (Slimer, Marshmallow Man) che inediti, la Fire-House e diversi veicoli, compresa la famosa Ecto-1. Nel 1987 la stessa compagnia di giocattoli ha commercializzato anche le riproduzioni a misura d'uomo (o di bambino in questo caso) dell'equipaggiamento dei quattro eroi, come lo zaino protonico, il PKE Meter e la trappola. Nel 2004 (ad opera di Neca e Joyride) e nel 2009 (ad opera di Mattel e Diamond) hanno prodotto delle ulteriori serie di Action Figures, questa volta ispirate al film originale del 1984.

### Videogiochi
- The Real Ghostbusters (1987), pubblicato per sala giochi dalla Data East e per vari home computer dalla Activision
- The Real Ghostbusters (1993) per Game Boy, pubblicato dalla Activision solo in Nordamerica; lo stesso gioco, con modifiche estetiche, uscì invece con personaggi basati su Garfield in Europa e su Topolino in Giappone.